# KZ Metajna

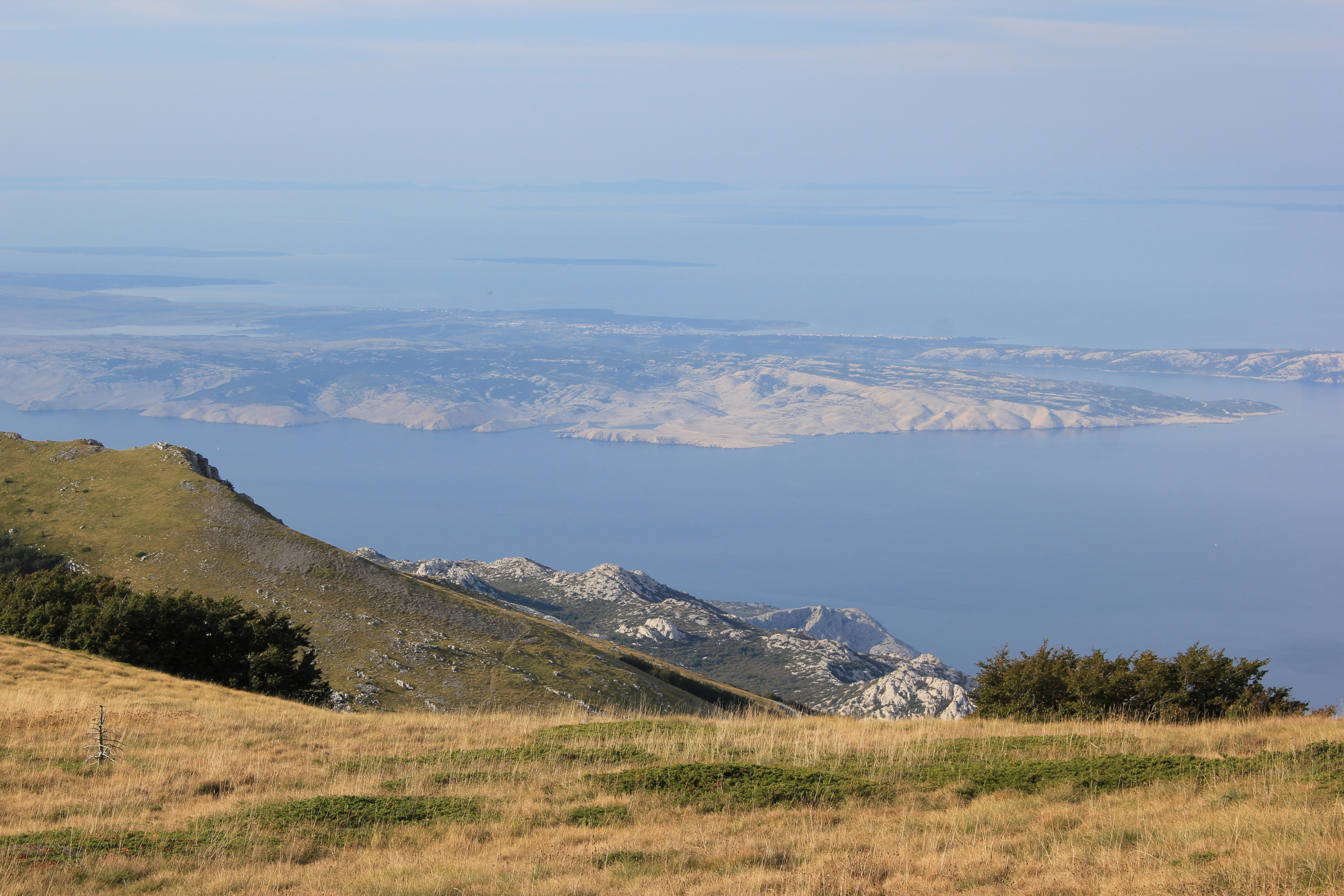
Blick vom Velebit-Massiv auf die Insel Pag, auf der sich zwei KZs befanden.

Das Konzentrationslager Metajna (serbokroatisch Концентрациони логор Метајна Koncentracioni logor Metajna) war ein Konzentrations- und Vernichtungslager für Frauen und Kinder im Unabhängigen Staat Kroatien (NDH), einem Vasallenstaat der faschistischen Achsenmächte. Es befand sich nahe dem Dorf Metajna auf der Adriainsel Pag, nahe der gleichnamigen Stadt Pag, nach dem es auch benannt wurde.
Es war von Juli bis August 1941 in Betrieb und gehörte zu den berüchtigtsten Lagern im zu dieser Zeit besetzten Südosteuropa, vor allem wegen der Verbrechen an Frauen und Kindern, die dort begangen wurden. Die Häftlinge waren hauptsächlich Serbinnen, Jüdinnen und Roma-Frauen, sowie deren Kinder. Nach dem KZ Slana, war es das zweite Konzentrationslager der Insel während des Zweiten Weltkriegs.

## Geschichte
Im Juni 1941 wurde auf Initiative von Mijo Babić, dem Beauftragten der Abteilung III des Ustaša-Kontrolldienstes (UNS), die für die Errichtung, Kontrolle und Organisation der Konzentrationslager im NDH-Staat verantwortlich war, in Metajna ein Konzentrations- und Vernichtungslager errichtet, das speziell für Frauen und Kinder konstruiert wurde. Dort kam es zu Vergewaltigungen, Folter und Tötungen. Die Opfer wurden dabei oft auf bestialische Weise umgebracht und danach in Gruben oder ins Adriatische Meer geworfen. Die Zahl der Todesopfer, vor allem Serbinnen und Jüdinnen, wird auf mehrere Tausend geschätzt. Das Lager wurde aufgelöst, nachdem Ende August 1941 die Insel an italienische Streitkräfte übergeben worden war. Die Überlebenden wurden über Gospić und das KZ Jastrebarsko größtenteils ins KZ Jasenovac transportiert. Das KZ Metajna war neben dem KZ Slana das zweite Lager der Adrainsel Pag, in dem systematisch gemordet wurde. Auf Pag erinnert heute nichts mehr an die im Sommer 1941 verübten Verbrechen.